# Trận Five Forks
Trận Five Forks diễn ra ngày 1 tháng 4 năm 1865 ở tây nam Petersburg, Virginia thuộc quận Dinwiddie, Virginia, trong chiến dịch Appomattox thời Nội chiến Hoa Kỳ. Trận đánh này, thường được ví như "Waterloo của miền Nam", là cuộc chiến giữa quân miền Bắc do thiếu tướng Philip H. Sheridan chỉ huy và một bộ phận quân miền Nam thuộc Binh đoàn Bắc Virginia do thiếu tướng George E. Pickett chỉ huy. Thất bại của Pickett tại Five Forks khiến cho đại tướng Robert E. Lee phải quyết định rút khỏi các chiến hào quanh Petersburg để bắt đầu cuộc rút lui mà sau đó kết thúc bằng sự đầu hàng tại Appomattox Court House ngày 9 tháng 4.